# Disophrys flavifemur
Disophrys flavifemur är en stekelart som beskrevs av Günther Enderlein 1920. Disophrys flavifemur ingår i släktet Disophrys och familjen bracksteklar. Inga underarter finns listade i Catalogue of Life.